# アレクサンドル・ポポフ (競泳選手)
アレクサンドル・ウラジーミロヴィチ・ポポフ（Александр Владимирович Попов , Alexander Vladimirovich Popov 1971年11月16日 - ）は、ロシアの競泳選手。夏季オリンピックで合計4個の金メダルを獲得し、1990年代に活躍した競泳選手の一人。

## 経歴
ポポフはソ連のスヴェルドロフスク（現在のエカテリンブルク）で生まれ、8歳の時に水泳を始めたが当時は水に恐怖心を抱いていた。しかし、ポポフの父が水泳の訓練を受けるように強く言ったため、ポポフは「以来ずっとやらされた」と語った。ポポフは当初は背泳ぎ選手だったが、ゲンナジー・トゥレツキー(Gennadi Touretski)がコーチするチームに入ってからは自由形に転向した。以降、ポポフはコーチについていくため、ロシアからオーストラリアに訓練の地を移した。
ポポフは1992年バルセロナオリンピックでは50mと100m自由形でソウルオリンピックの覇者マット・ビオンディを破って優勝し、1996年アトランタオリンピックでは前回と同じ2種目で連覇を果たした。同種目ではアメリカのジョニー・ワイズミュラーが達成して以来の快挙であった。ポポフはアトランタオリンピックの100m自由形で獲得した金メダルをゲンナジー・トゥレツキーに贈り、次のように語った。「私は優勝というタイトルを持っており、また新聞にも載ったが、あなたも知っているようにゲンナジーはアトランタやバルセロナから何も得ていない。」「しかし、私はこのメダルの意味が彼にとってどれだけ大きく、そしてこの価値は彼のためにあることを知っている。」
ところがアトランタオリンピックの1ヶ月後、ポポフはモスクワで露天商3人と言い争いになった際に腹部をナイフで刺された。ナイフは動脈を切り、片方の腎臓をかすめて胸膜（肺を覆う膜）を傷つけた。このため集中治療室に入れられ、リハビリには3ヶ月を要した。ポポフは翌1997年のヨーロッパ水泳選手権に出場し、50mと100m自由形のタイトルを防衛した。ポポフは「私の魂は傷つかなかった。私の脳も傷つかなかった。傷ついたのは肉体だけだよ。」と語った。
2000年6月16日にはロシア選手権50m自由形で21秒64の世界新記録を樹立した。ポポフのこの記録は2008年2月イーモン・サリバンに破られるまで約8年間にわたって世界記録であった。しかし2000年シドニーオリンピックではポポフは100m自由形でピーター・ファン・デン・ホーヘンバンドにタッチの差で敗れ2位、50m自由形では6位となり、50mまたは100m自由形におけるポポフのオリンピック史上初の3連覇の夢は破れた。ポポフは潔く負けを認め「世界が終わりになったわけではない。」「すべてに勝つことはできない。私は（勝利を）分けなければならない。」と語った。
2003年の世界水泳選手権はバルセロナで開催された。ポポフにとってバルセロナはすべてが始まった原点（バルセロナオリンピック）であり、特別な場所であった。ポポフは、50mと100mの自由形を再び制した。そして2004年アテネオリンピックに出場することを表明した。しかし、アテネの競泳種目出場選手の中で最年長であったポポフは衰えを隠せず100m自由形では準決勝で敗退、50m自由形では予選敗退の惨敗を喫した。2005年2月に現役を引退した。
1999年12月、ポポフは国際オリンピック委員会(IOC)の委員に選出された。また、IOCの内部委員会の一つである 「Sport for All Commission（みんなのスポーツ委員会）」のアスリート代表や、「Athlete Commission（スポーツ選手委員会）」の7人のうちの1人を務めた。「Athlete Commission」は1996年と2000年のオリンピックで選出され、その後名誉幹事となった。
1996年にはスポーツにおける貢献からロシアの名誉勲章を受けた。また、1996年にはロシア・アスリート・オブ・ザ・イヤーとヨーロッパ・スポーツ記者連合・アスリート・オブ・ザ・イヤーに選ばれた。

## エピソード
- 50m、100m自由形の選手の中では群を抜いてゆっくりとしたストロークの泳ぎが特徴であった。それだけ１回のストロークで進む技術が高かったことを示している。
- ポポフは大会出場の際には原則としてキャップなし・Vパン（ブーメラン型のパンツ）というスタイルを通していた。このことについて、「（ハイテク水着は）有力選手や経済的に余裕のある選手だけが着用できるものであり、着用したくてもできない選手がたくさんいる。そのようなものに頼るのはフェアではない。少なくとも、世界中の選手に行き渡るようにならない限り私は着用しないよ。」という考えを示していた。

## 自己ベスト
| 泳法   | 距離 | 水路   | 記録   | 樹立日       | 大会名        | 備考 |
| ------ | ---- | ------ | ------ | ------------ | ------------- | ---- |
| 自由形 | 50m  | 長水路 | 21秒64 | ロシア選手権 | 2000年6月16日 |      |
| 自由形 | 100m | 長水路 | 48秒21 | ヨーロッパGP | 1994年6月18日 |      |